# Mesosiphneus
Mesosiphneus é um gênero extinto de roedores da família Spalacidae. McKenna e Bell (1997) consideram-no como sinônimo do Prosiphneus, entretanto, Musser e Carleton (2005), o distigue, e o eleva a gênero distinto, baseado em características dos dentes molares.

## Espécies
- Mesosiphneus chaoyatseni (Teilhard e Young, 1931)
- Mesosiphneus epitingi
- Mesosiphneus huschiapinensis (Teilhard e Young, 1931)
- Mesosiphneus intermedius (Teilhard e Young, 1931)
- Mesosiphneus omegodon (Teilhard e Young, 1931)
- Mesosiphneus paratingi
- Mesosiphneus praetingi
- Mesosiphneus tingi
- Mesosiphneus trassaerti
- Mesosiphneus truncatus